# Slovinské referendum o legalizaci stejnopohlavního manželství (2015)

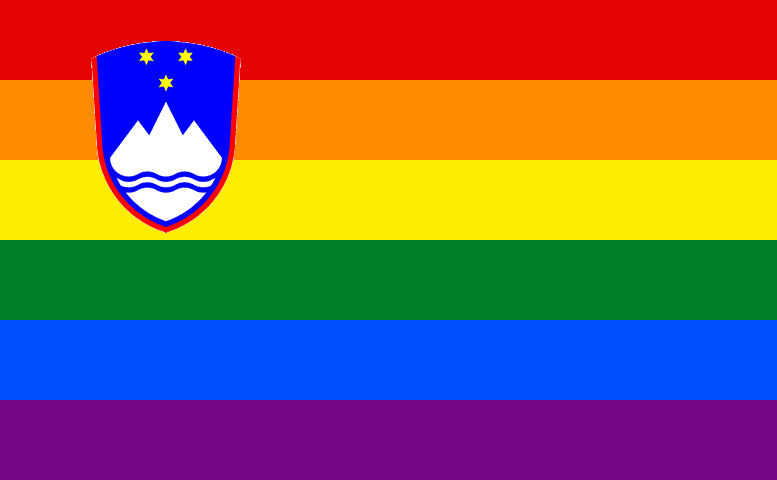
Duhová vlajka se státním znakem Slovinska

Referendum o legalizaci manželství osob stejného pohlaví proběhlo ve Slovinsku dne 20. prosince 2015. Dle předběžných výsledků je referendum platné a jasně vyhrálo odmítnutí homosexuálních manželství.

## Vypsání referenda
3. března 2015 schválilo Národní shromáždění návrh novely Zákona o rodině měnícího ustanovení o manželství coby trvalého svazku muže a ženy na trvalý svazek dvou osob, na čež jeho oponenti nasbírali dostatečný počet podpisů pro vypsání celostátního referenda. 26. března bylo referendum ze strany Národního shromáždění zamítnuto pro jeho nekompatibilitu s ústavními zákony zakazujícími lidové hlasování o záležitostech souvisejících s ústavou a lidskoprávními oblastmi. Navrhovatelé v reakci na to dali podnět k Ústavnímu soudu, který 22. října rozhodl v neprospěch Národního shromáždění, a sice tak že není pravomocně příslušné prohlásit referendum za neústavní. Národní shromáždění na to 4. listopadu vyhlásilo konání referenda v den 20. prosince 2015.
Podle článku 90 Ústavy Slovinské republiky bude zákon zrušen referendem, pokud bude většina platných hlasů pro jeho zrušení a zároveň tato většina bude představovat minimálně jednu pětinu všech oprávněných voličů, tedy 20 % z přibližně 1,7 milionu občanů s volebním právem. 
V referendu o Zákoně o rodině z roku 2012 bylo 54,55% platných hlasů pro zrušení dotčeného zákona, který rozšiřoval práva registrovaných stejnopohlavních párů.
Slovinští katolíci a papež František vyzývali lid k hlasování proti. Část evropských politiků, včetně Violety Bulc, vyzývalo k hlasování pro, stejně tak i všechny politické strany zastoupené v Národním shromáždění mimo SDS a NSi.

## Veřejné mínění
Výzkum konaný pod záštitou Delo Stik v únoru 2015 ukázal, že 51 % Slovinců návrh zákona v době, kdy se konala politická debata v Národním shromáždění, podporovalo, zatímco 42 % bylo proti.
Jiný výzkum, konkrétně od Ninamedia, v březnu 2015 ukázal pouze 42 % podporu nového zákona a 54 % nesouhlas. Podpora byla více četná u osob mladších 30 let a v Primorském regionu.
Statistika z listopadu 2015 ukázala 46 % podporu a 54 % nesouhlas. Ve statistických šetřeních byly znát zřetelné rozdíly napříč různými skupinami obyvatel. Podpora zákona byla nejvíc četná ze strany žen, ateistů a obyvatel více zalidněných oblastí, a nesouhlas zase ze strany mužů, katolíků a obyvatel řídce zalidněných oblastí. Celkově byl znát poměrně malý zájem o účast v referendu, což znamenalo, že se počítalo s jeho neplatností, a s tím související legalizací nového zákona.
| Den           | Organizace | Pro    | Proti  | Zdržel se/Nezajímá se |
| ------------- | ---------- | ------ | ------ | --------------------- |
| 18. prosince  | Ninamedia  | 38,3 % | 49,5 % | 12,2 %                |
| 16. prosince  | Episcenter | 48,5 % | 51,5 % | 0 %                   |
| 16. prosince  | Delo       | 43 %   | 40 %   | 17 %                  |
| 30. listopadu | Večer      | 48 %   | 45,7 % | 6,3 %                 |
| 30. listopadu | Delo       | 42 %   | 41 %   | 17 %                  |
| 22. listopadu | Episcenter | 46 %   | 54 %   | 0 %                   |
| 14. března    | Ninamedia  | 42 %   | 54 %   | 4 %                   |
| 16. února     | Delo       | 51 %   | 42 %   | 7 %                   |

## Výsledky

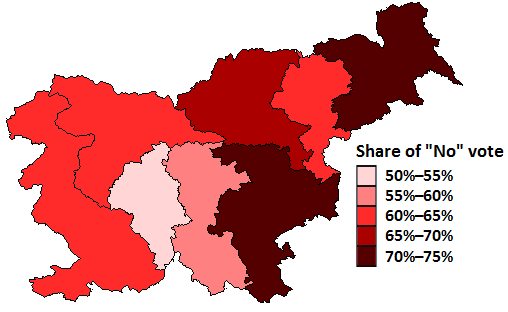
Výsledky podle volebních okresů

Předčasné volby začaly 15. prosince 2015 a pokračovaly ve dvou po sobě následujících dnech. Výsledky byly zveřejněny v neděli 20. prosince 2015 po uzavření volebních místnosti. Návrh novely zákona byl pozastaven, protože se k referendu dostavil potřebný počet voličů (více než 20 % oprávněných voličů), a většina z nich hlasovala proti. Podle slovinské ústavy jsou výsledky závazné.
| Možnost hlasování               | Počet hlasů | Počet hlasů (%) |
| ------------------------------- | ----------- | --------------- |
| Ne                              | 394.254     | 63,47           |
| Ano                             | 226.879     | 36,53           |
| Neutrální postoj/neplatné hlasy | 2,356       | 0.38            |
| Celkem                          | 623.489     | 100,00          |
| Registrovaní voliči a účast     | 1.715.518   | 36,38           |

Zdroj: 

## Následky referenda
Parlament je povinen se po dobu jednoho roku zdržovat návrhů a legislativní činnosti v této oblasti. Iniciátoři petice slibují, že nebudou v zákonné lhůtě nijak bojkotovat legislativu, která by rozšiřovala sociální práva pro páry stejného pohlaví, pokud nebudou zahrnovat plná adopční práva a redefinici manželství. Podporovatelé opačného výsledku cítí zklamání a doufají, že počet hlasů 'pro' by mohl referendum zvrátit.